# Phill Jupitus

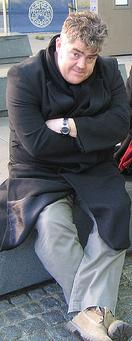
Phill Jupitus; 2006

Phill Jupitus (* 25. Juni 1962 in Newport) ist ein englischer Comedian und Rundfunksprecher. 
Er tritt regelmäßig in Spielshows im Fernsehen und im Radio auf, darunter I’m Sorry I Haven’t a Clue auf BBC Radio 4 und QI Quite Interesting auf BBC Two/BBC Four. Außerdem ist er Team-Captain in Never Mind the Buzzcocks auf BBC Two.  Er war 1999 auch Team-Captain in der Spielshow It's Only TV But I Like It.

## Leben
Jupitus wurde in Newport auf der Isle of Wight geboren. Derzeit lebt er in Leigh-on-Sea in Essex. Er ist verheiratet und hat zwei Kinder.